# 40 Cassiopeiae
40 Cassiopeiae är en gul jättestjärna och misstänkt variabel i stjärnbilden Cassiopeja. 
Stjärnan varierar mellan visuell magnitud +5,25 och 5,28 utan någon fastställd periodicitet.